# Santa Catarina Roatina
Santa Catarina Roatina är en ort i Mexiko.   Den ligger i kommunen Miahuatlán de Porfirio Díaz och delstaten Oaxaca, i den sydöstra delen av landet, 400 km sydost om huvudstaden Mexico City. Santa Catarina Roatina ligger 1 774 meter över havet och antalet invånare är 1 689.
Terrängen runt Santa Catarina Roatina är kuperad åt sydost, men åt nordväst är den platt. Terrängen runt Santa Catarina Roatina sluttar norrut. Runt Santa Catarina Roatina är det ganska tätbefolkat, med 70 invånare per kvadratkilometer. Närmaste större samhälle är Miahuatlán de Porfirio Díaz, 10,2 km nordväst om Santa Catarina Roatina. I omgivningarna runt Santa Catarina Roatina växer huvudsakligen savannskog.